# Neha Kapur
Neha Kapur (Hindi: नेहा कपूर; 31 de marzo de 1984) es una actriz, modelo  y reina de belleza india, ganadora del concurso Femina Miss India en 2006 y representante de su país en el concurso Miss Universo ese mismo año. Está casada con el actor Kunal Nayyar, reconocido por interpretar a Rajesh Koothrappali en la serie de comedia The Big Bang Theory.
Adicionalmente al título obtenido en Femina Miss India Universe 2006, Kapur también ganó los premios Femina Miss Fresh Face y Femina Miss Photogenic en el concurso. Kapur representó a la India en Miss Universo 2006, concurso llevado a cabo en Los Ángeles el 23 de julio. Integró el grupo de 20 semifinalistas en el certamen. Kapur es una reconocida modelo en su país y ha firmado un contrato con la compañía Elite Model Management en abril de 2003.